# Скравена (залив)
 Тази статия е за залива.  За селото в България вижте Скравена.  
Скравена (на английски: Skravena Cove) е залив на протока Дрейк с ширина 2,1 km, врязващ се на 1 km в северния бряг на остров Ливингстън между нос Авитохол на запад и нос Куклен на изток. Част е от залива Хироу. Бреговата му линия претърпява промени в резултат на отдръпването на ледника Тунджа в края на XX и началото на XXI век.
Заливът е наименуван в чест на село Скравена в Софийска област на 23 ноември 2009 г.
Извършавано е испанско картографиране през 1991 г. и българско през 2005, 2009 и 2010 г.

## Карти
- L.L. Ivanov. Livingston Island: Central-Eastern Region. Scale 1:25000 topographic map. Sofia: Antarctic Place-names Commission of Bulgaria, 1996.
- L.L. Ivanov et al. Antarctica: Livingston Island, South Shetland Islands (from English Strait to Morton Strait, with illustrations and ice-cover distribution). Топографска карта в мащаб 1:100000. София: Antarctic Place-names Commission of Bulgaria, 2005.
- Л. Иванов. Антарктика: Остров Ливингстън и острови Гринуич, Робърт, Сноу и Смит. Топографска карта в мащаб 1:120000. Троян: Фондация Манфред Вьорнер, 2009. ISBN 978-954-92032-4-0